# Charte de l'ASEAN
La charte de l'ASEAN a été adoptée à l'occasion du 13e sommet de l'ASEAN qui s'est tenu à Singapour en novembre 2007.

## Principes de la charte
- Développer davantage la coopération régionale entre les pays membres de l'ASEAN ;
- Respecter les principes d'intégrité territoriale, de souveraineté, de non-ingérence et d'identité nationale des pays membres de l'ASEAN ;
- Promouvoir la paix régionale, le règlement pacifique des différends par le dialogue et la consultation, et le renoncement à l'agression ;
- Respecter le droit international en matière de droits de l'homme, de justice sociale et de commerce multilatéral ;
- Encourager l'intégration économique des pays membres de l'ASEAN ;
- Nomination d'un secrétaire-général permanent représentant l'ASEAN ;
- Mise en place d'un organe des droits de l'homme ;
- Développement des relations extérieures avec l'ONU et l'UE ;
- Fixation de deux sommets de l'ASEAN par an et capacité de convoquer les pays membres en situations d'urgence ;
- Fixation du jour de l'ASEAN (8 août).

| Pays membre | Ratification du gouvernement | Entrée en vigueur Instrument de ratification | Signé par                        |
| ----------- | ---------------------------- | -------------------------------------------- | -------------------------------- |
| Singapour   | 18 décembre 2007             | 7 janvier 2008                               | Premier ministre                 |
| Brunei      | 31 janvier 2008              | 15 février 2008                              | Sultan                           |
| Laos        | 14 février 2008              | 20 février 2008                              | Premier ministre                 |
| Malaisie    | 14 février 2008              | 20 février 2008                              | Ministre des Affaires étrangères |
| Viêt Nam    | 14 mars 2008                 | 19 mars 2008                                 | Ministre des Affaires étrangères |
| Cambodge    | 25 février 2008              | 18 avril 2008                                | Assemblée nationale              |
| Birmanie    | 21 juillet 2008              | 21 juillet 2008                              | Ministre des Affaires étrangères |
| Philippines | 7 octobre 2008               | 12 novembre 2008                             | Sénat                            |
| Indonésie   | 21 octobre 2008              | 13 novembre 2008                             | Chambre des représentants        |
| Thaïlande   | 16 septembre 2008            | 14 novembre 2008                             | Parlement                        |